# Tharwa
Tharwa är en ort i Australien. Den ligger i territoriet Australian Capital Territory, i den sydöstra delen av landet, omkring 24 kilometer söder om huvudstaden Canberra. Antalet invånare är 108.
Runt Tharwa är det mycket glesbefolkat, med 4 invånare per kvadratkilometer.. Närmaste större samhälle är Royalla, nära Tharwa.
Trakten runt Tharwa består i huvudsak av gräsmarker. Genomsnittlig årsnederbörd är 1 026 millimeter. Den regnigaste månaden är februari, med i genomsnitt 164 mm nederbörd, och den torraste är juli, med 35 mm nederbörd.